# ابراهیم بن احمد شیبانی ریاضی
ابوالیسر، ابراهیم بن احمد شیبانی معروف به الرِّیاضی (۸۳۸–۹۱۰م) ادیب، زبان‌شناس و کاتب مغربی عراقی‌اصل در سدهٔ سوم هجری بود. ابراهیم بن اغلب او را به کتاب گماشت. «لقط المرجان»، «سراج الهُدیٰ» و «قطب الأدب» از آثار اوست.